# Liste der Fließgewässer im Flusssystem Eifgenbach

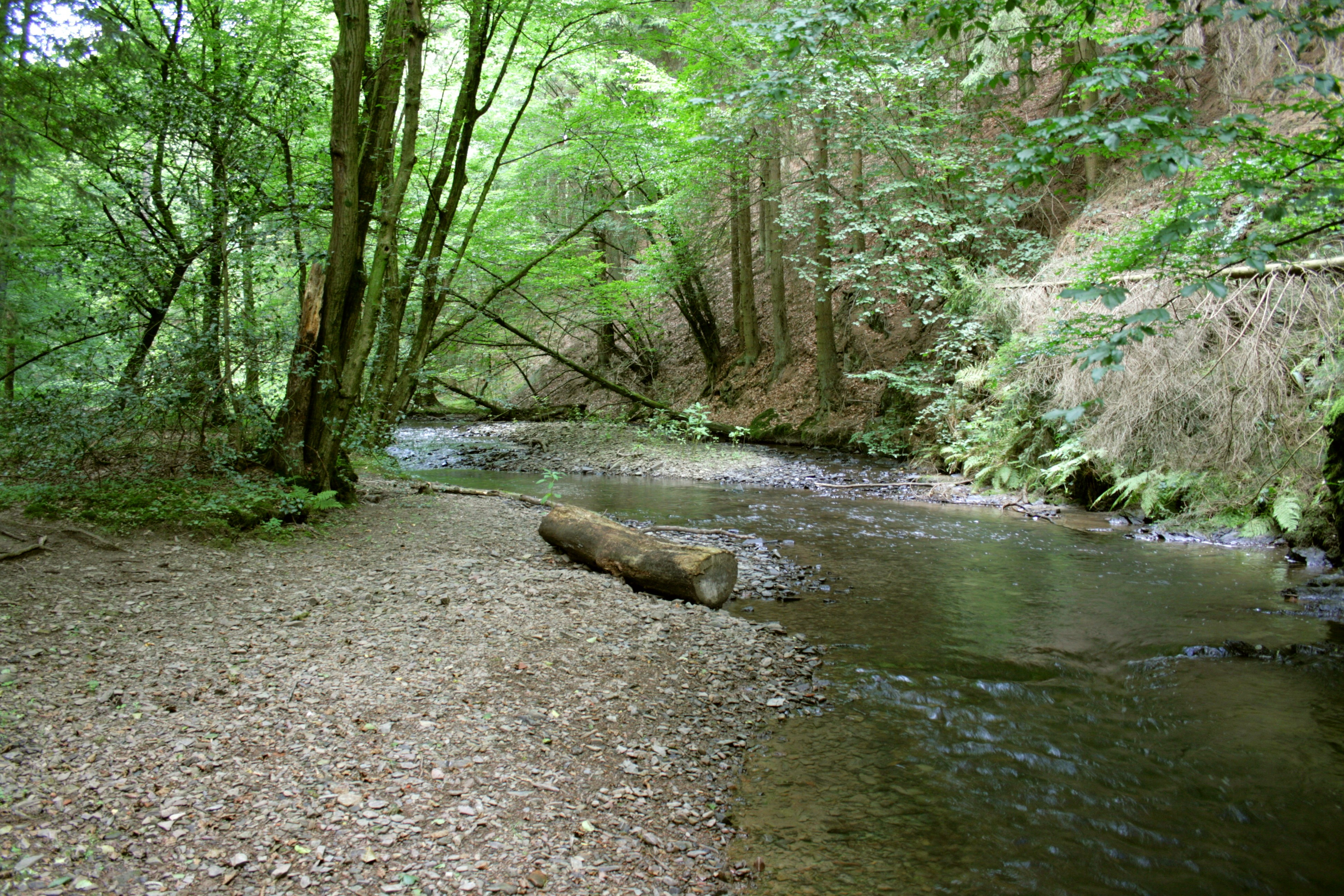
Der Eifgenbach

Die Liste der Fließgewässer im Flusssystem Eifgenbach umfasst alle direkten und indirekten Zuflüsse der Eifgenbach, soweit sie namentlich im FlussGebietsGeoinformationsSystem des Wupperverbandes aufgeführt sind. Namenlose Zuläufe und Abzweigungen werden nicht aufgeführt. Die Längenangaben werden auf eine Nachkommastelle gerundet. Die Fließgewässer werden jeweils flussabwärts aufgeführt. Die orografische Richtungsangabe bezieht sich auf das direkt übergeordnete Gewässer.

## Eifgenbach
Die Eifgenbach ist der 20,5 km langer rechter Zufluss der Dhünn.

## Zuflüsse
Direkte und indirekte Zuflüsse des Eifgenbaches
- Kraksiefen (rechts), 0,3 km
- Dürholzener Bach (links), 0,6 km
- Jobelsdelle (links), 0,4 km
- Eipringhausener Bach (links), 0,4 km
- Kuhler Siefen (links), 0,3 km
- Mühlenberger Delle (rechts), 0,5 km
- Süppelbach (rechts), 0,7 km
- Eipringhausener Quellen (links), 0,3 km
- Hufer Bach (rechts), 2,3 km
  - Kallenberger Bach (links), 0,3 km
  - Schwellbach (rechts), 0,2 km
  - Wüste Delle (links), 0,4 km
  - Buchholzener Bach (links), 0,5 km
- Schnusener Delle (links), 0,2 km
- Kovelsberger Bach (rechts), 0,6 km
- Wirtsmühlenbach (rechts), 1,0 km
  - Beltener Siefen (rechts), 0,5 km
  - Wirtsmühler Delle (rechts), 0,2 km
- Ostdelle (rechts), 0,6 km
- Wermelskirchener Bach (rechts), 1,1 km
- Burgberger Bach (links), 0,4 km
- Stockhauser Bach (rechts), 0,6 km
- Eselssiefen (links), 0,5 km
- Hilfringhauser Bach (rechts), 0,7 km
- Homessiepen (rechts), 0,3 km
- Kässiefen (links), 0,4 km
- Rottsiefen (rechts), 0,4 km
- Flachssiepen (links), 0,9 km
- Asmannskottener Bach (links), 0,8 km
  - Asmannskottener Siepen (links), 0,2 km
  - Mohlberger Siepen (rechts), 0,6 km
- Kotterberger Siepen (links), 0,3 km
- Erlbach (links), 0,8 km
  - Haarzopfer Siepen (rechts), 0,3 km
  - Kottberger Delle (rechts), 0,2 km
- Boddenberger Siepen (links), 0,8 km
- Hinterhufer Bach (rechts), 0,3 km
- Hinterhufer Siepen (rechts), 0,3 km
- Braunsberger Bach (rechts), 2,8 km
  - Sternbach (links), 0,3 km
  - Eckringhauser Bach (links), 0,4 km
  - Herrlinghausener Bach (rechts), 0,7 km
    - Rosenacker Bach (links), 0,2 km

  - Vorderhufer Bach (links), 0,4 km
  - Oberer Braunsberger Siefen (rechts), 0,5 km
    - Unterer Braunsberger Siefen (rechts), 0,3 km
- Wöllersberger Bach (links), 1,3 km
  - Hollkottener Siepen (links), 0,5 km
    - Pantholzer Siepen (links), 0,2 km

  - Pantholzer Bach (links), 1,1 km
- Hammerdelle (rechts), 0,3 km
- Herrlinghausener Siepen (rechts), 0,6 km
- Emminghausener Bach (links), 1,5 km
- Kolfhauser Bach (rechts), 1,8 km
  - Lehnbach (rechts), 0,2 km
  - Hülsenbuschbach (rechts), 0,4 km
- Kampsiepen (rechts), 0,4 km
- Mühlenberger Siepen (rechts), 0,3 km
- Schürholzer Bach (links), 1,8 km
  - Huhfuhrer Bach (links), 0,5 km
  - Matterfelder Siefen (links), 0,3 km
  - Leisiefen (rechts), 0,4 km
- Rausmühler Siefen (links), 0,3 km
- Pfuhlsiefen (rechts), 0,2 km
- Wiedhofsbach (links), 0,7 km
- Finkensiefen (links), 0,2 km
- Spatzensiefen (links), 0,2 km
- Bechhausener Bach (rechts), 1,6 km
  - Löhbach (links), 1,2 km
- Heitgesberger Bach (rechts), 0,5 km
- Heimbach (rechts), 1,7 km
  - Heimsiefen (links), 0,3 km
  - Eschhauser Bach (rechts), 0,5 km
- Hausacker Bach (links), 1,5 km
  - Kumper Bach (links), 0,4 km
- Hottenbach (links), 0,6 km
- Mühlenthaler Siefen (links), 0,3 km
- Cameralbuschsiefen (links), 0,3 km
- Dünweger Bach (rechts), 1,1 km
  - Dachsdelle (links), 0,2 km
- Sprudelbach (rechts), 0,6 km
- Höhenwegsiefen (rechts), 0,3 km
- Bellinghausener Bach (rechts), 1,1 km
  - Krädenohlsiefen (rechts), 0,3 km
  - Hammerweger Quellen (obere) (rechts), 0,4 km
  - Hammerweger Quellen (untere) (rechts), 0,1 km
- Luchtenberger Bach (links), 0,5 km
- Felssiefen (rechts), 0,1 km
- Dörrentaler Siefen (rechts), 0,2 km
- Luchtensiefen (links), 0,4 km
- Böckershammer Bach (rechts), 1,3 km
- Eifgenburger Bach (rechts), 0,3 km
- Eifgenbugrsiefen (rechts), 0,2 km
- Hangscheiderhofer Bach (rechts), 1,2 km
  - Sträßchensiefen (rechts), 0,4 km
- Brandenberger Bach (rechts), 0,9 km
- Engelrather Bach (rechts), 1,2 km
  - Eichenplätzchener Siefen (rechts), 0,3 km

## Flusssystem Dhünn
- Liste der Fließgewässer im Flusssystem Dhünn